# Viktorija Bakan
Viktorija Bakan ist eine litauische Opernsängerin (Sopran), die derzeit im Jungen Ensemble des Theaters an der Wien engagiert ist.

## Leben und Werk
Bakan studierte ab 2000 bei Regina Maciūtė und Virgilijus Noreika an der Musik- und Theaterakademie Litauens in Vilnius. Nach Engagements an der Litauischen Nationaloper – u. a. als Adina in Donizettis L’elisir d’amore und als Xenia in Mussorgskis Boris Godunow – debütierte sie 2007 als Gilda in Verdis Rigoletto in Estland. 2008 folgte die Violetta Valery in Verdis La traviata an der Lettischen Nationaloper, im Jahr darauf sang sie die Gilda auch in Litauen.
Von 2010 bis 2012 war die Sängerin im Internationalen Opernstudio am Opernhaus Zürich engagiert. Im Haupthaus trat sie u. a. als Pamina in der Zauberflöte und als Barbarina in Le nozze di Figaro auf, letztere Rolle unter Leitung von Christopher Hogwood. Als Blumenmädchen im Parsifal (dirigiert von Daniele Gatti) und als Polowetzer Mädchen in Fürst Igor (dirigiert von Vladimir Fedoseyev) war sie zu sehen und zu hören. Sie sang die Norina in Donizettis I pazzi per progetto unter Paolo Carignani, viermal die Titania und dreimal die Elf Spinnweb in Brittens A Midsummer Night’s Dream.
Im Theater an der Wien debütierte sie im November 2012 als Premiére grecque in Torsten Fischers Inszenierung von Glucks Iphigénie en Aulide. Seit der Saison 2014/15 gehört sie dem Jungen Ensemble des Theater an der Wien an und sang im Oktober 2014 erstmals und erfolgreich – an der Wiener Kammeroper – die Tatjana in Tschaikowskis Eugen Onegin.
Die Sängerin ist mit dem Bass Igor Bakan verheiratet.

## Auszeichnung
- Gewinnerin des Jonuškaitė-Zaunienė-Gesangswettbewerbs